# Yung Joc
Yung Joc, pseudonimo di Jasiel. A. Robinson (Atlanta, 20 settembre 1980), è un rapper statunitense.
Noto anche come ATL's Most Wanted, New Joc City e Ben Frame, è scritturato nell'etichetta di P. Diddy Bad Boy South.

## Discografia

### Albums
- 2006: New Joc City
- 2007: Hustlenomics
- 2009: Mr. Robinson's Neighborhood[1]

### Mixtapes
- 2006: DJ Ideal & Yung Joc: Joc of Spades
- 2007: The Best Files
- 2008: Doors in the Sky Now

### Singoli
- 2006: It's Goin' Down(feat. Nitti)
- 2006: "I Know You See It" (feat. Ms. B)
- 2006: "1st Time" (feat. Trey Songz & Marques Houston)
- 2007: "Coffee Shop" (feat. Gorilla Zoe)
- 2007: "Gettin' to da Money" (feat. Gorilla Zoe & Mike Carlito)
- 2008: "I'm a G" (feat. Young Dro & Bun B)
- 2008: "BooKoo"

### Singoli con collaborazione
- 2006: "I Luv You" - Cheri Dennis (feat. Jim Jones & Yung Joc) (da I Finally Made It)
- 2006: "Show Stopper" - Danity Kane (feat. Yung Joc) (da Danity Kane)
- 2006: "Zoom" - Lil' Boosie feat. Yung Joc (da Bad Azz)
- 2006: "In the Hood" - Trae (feat. Yung Joc & Big Pokey) (da Restless)
- 2007: "Buy U a Drank (Shawty Snappin')" - T-Pain (feat. Yung Joc) (da Epiphany)
- 2007: "5000 Ones" (DJ Drama featuring Nelly, T.I., Yung Joc, Willie the Kid, Young Jeezy, & Twista)
- 2007: "Portrait of Love" - (Cheri Dennis feat. Yung Joc & Gorilla Zoe)
- 2007: "Killa" - (Cherish featuring Yung Joc)
- 2007: "Booty Bangs" - (Jessi Malay feat. Yung Joc)
- 2008: "Block Boy" - (Black Dimonz feat. Yung Joc & C.Beezy)
- 2008: "Juice Box" - (Gorilla Zoe feat. Yung Joc)
- 2008: "U Can't" - (One Chance feat. Yung Joc)
- 2008: "Call U Out" - (Cassie feat. Yung Joc)
- 2008: Get like Me - (David Banner feat. Yung Joc & Chris Brown)
- 2008: "Lookin' Boy" - (Hot Stylz feat. Yung Joc)
- 2008: "That WA" - (A Pillowcase feat. Yung Joc and Lil' Banks)